# Electorado de Baviera
El Electorado de Baviera (en alemán: Kurfürstentum Bayern) fue un electorado hereditario dependiente del Sacro Imperio Romano Germánico con inmediación imperial surgido en 1623. En 1806 tras la disolución del Imperio se convirtió en el Reino de Baviera.
La dinastía Wittelsbach que gobernaba el Ducado de Baviera era la rama menor (más joven) de la familia que también gobernaba el Electorado del Palatinado. El jefe de la rama mayor era uno de los siete príncipes electores del Sacro Imperio Romano de acuerdo con la Bula de Oro de 1356, pero Baviera fue excluida de la dignidad electoral. En 1621, el Elector Palatino Federico V fue puesto bajo prohibición imperial por su papel en la revuelta de Bohemia contra el emperador Fernando II, y la dignidad electoral y territorio del Alto Palatinado fue conferido a su primo leal, Duque Maximiliano I de Baviera. Aunque la Paz de Westfalia traería un nuevo título electoral al hijo de Federico V, con excepción de un breve periodo durante la guerra de sucesión española, los descendiente de Maximiliano continuarían sosteniendo la dignidad electoral original hasta la extinción de su línea en 1777. En ese punto, las dos líneas fueron unidas en unión personal hasta el fin del Sacro Imperio Romano Germánico. En 1805, después de la Paz de Presburgo, el entonces elector Maximiliano José, fue elevado a la dignidad de rey de Baviera, y el Sacro Imperio Romano Germánico fue abolido al año siguiente.

## Geografía
El Electorado de Baviera consistía en la mayor parte de las regiones modernas de la Alta Baviera, Baja Baviera y el Alto Palatinado. Antes de 1779, también incluía el Innviertel, ahora parte de la moderna Austria. Este fue cedido a los Habsburgo por el Tratado de Teschen, que dio fin a la guerra de sucesión bávara. Existía un considerable número de enclaves y jurisdicciones independientes dentro de esas amplias áreas, no obstante, incluyendo los principados del Palatinado-Neoburgo y Palatinado-Sulzbach en el Alto Palatinado, que eran sostenidos por ramas cadetes de la línea del Palatinado de los Wittelsbach; los estados eclesiásticos de Freising, Ratisbona y Passau; y la ciudad imperial de Ratisbona. Con propósitos administrativos Baviera y había sido dividido en 1507 en cuatro mayordomías (Rentamt): Múnich, Burghausen, Landshut y Straubing. Con la adquisición del Alto Palatinado durante la guerra de los Treinta Años fue añadida la mayordomía de Amberg. En 1802 estas fueron abolidas por el ministro Maximilian von Montgelas. En 1805, poco antes de su elevación, Tirol y Vorarlberg fueron unidos a Baviera, al igual que varios de esos enclaves.

## Dignidades
En virtud de su título electoral, el elector de Baviera era miembro del Consejo de Electores en la Dieta Imperial así como archimayordomo del Sacro Imperio Romano Germánico; también sostenía la dignidad de vicario imperial durante las vacantes imperiales conjuntamente con el elector de Sajonia, un deber que emprendió en 1657-1658, 1740-1742, 1745, 1790, y 1792. En el Consejo de Príncipes de la Dieta, anterior a la unión personal de 1777, tuvo voz individual como Duque de Baviera y (después de 1770) como Landgrave Principesco de Leuchtenberg. En el Círculo Imperial era, conjuntamente con el Arzobispo de Sazburgo, codirector del Círculo de Baviera, un círculo dominado por los territorios del elector. También sostenía territorios en el Círculo de Suabia. Después de 1777 esos territorios fueron unidos a los territorios del Palatinado, incluyendo el Palatinado Electoral, los Ducados de Jülich y Berg, Palatinado-Neoburgo, Palatinado-Sulzbach, Palatinado-Veldenz y otros territorios.

## Historia

### Guerra de los Treinta Años
Cuando hubo sucedido en el trono del ducado de Baviera en 1597, Maximiliano I lo halló encumbrado de deudas y lleno de desórdenes, pero diez años de su vigoroso gobierno efectuaron un cambio remarcable. Las finanzas y el sistema judicial fueron reorganizados, fue fundada una clase de sirvientes civiles y una milicia nacional, y varios pequeños distritos fueron comprados bajo la autoridad del duque. El resultado fue una unidad y orden en el ducado que permitió a Maximiliano jugar una importante parte en la guerra de los Treinta Años; durante los primeros años de la cual tuvo tanto éxito como para adquirir el Alto Palatinado y recuperar la dignidad electoral de la que había disfrutado desde 1356 la rama mayor (más antigua) de la familia Wittelsbach. A pesar de subsiguientes reversos, Maximiliano retuvo estas ganancias en la Paz de Westfalia en 1648. Durante los últimos años de esta guerra Baviera, especialmente la parte septentrional, sufrió gravemente. En 1632 invadieron los suecos, y cuando Maximiliano violó el tratado de Ulm en 1647, los franceses y suecos arrasaron el territorio. Después de reparar los daños en cierta medida, el elector murió en Ingolstadt en septiembre de 1651, dejando el ducado mucho más fuerte de cómo lo había encontrado. La recuperación del Alto Palatinado hizo a Baviera compacta; la adquisición del voto electoral la hizo influyente; y el ducado pudo jugar una parte en la política europea que luchas internas habían hecho imposible durante los cuatrocientos años pasados. 

### Absolutismo

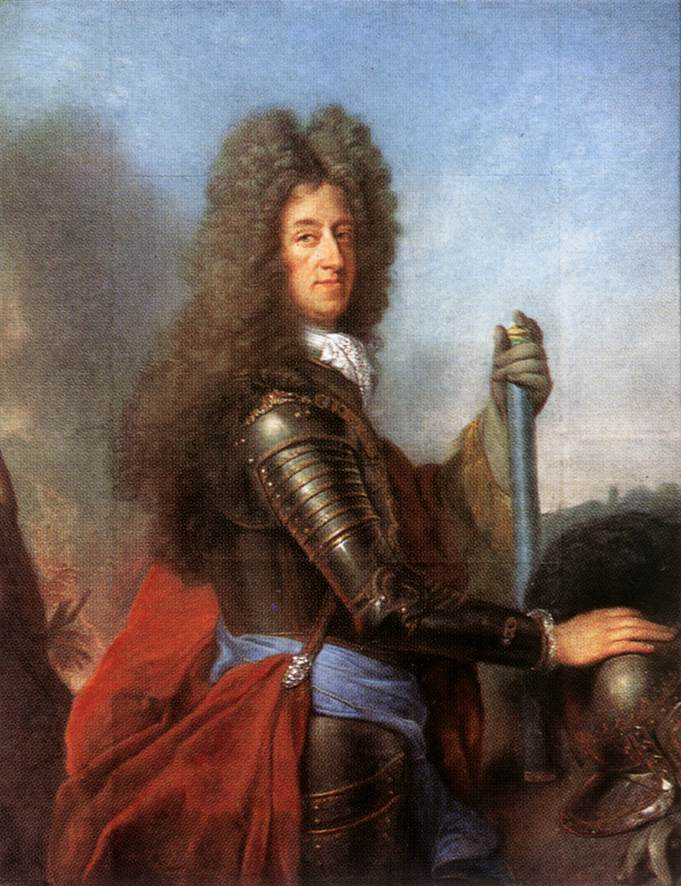
Maximiliano II Emanuel.

A pesar del lustre que la posición internacional alcanzada por Maximiliano I pudiera añadir a la casa ducal, en la propia Baviera su efecto en los siguientes dos siglos era más dudoso. El hijo de Maximiliano, Fernando María (1651-1679), quien era menor cuando sucedió en el trono, hizo cuanto pudo para reparar las heridas causadas por la Guerra de los Treinta Años, impulsando la agricultura e industria y construyendo o restaurando numerosas iglesias y monasterios. En 1669, además, llamó de nuevo a una reunión de la dieta, que había estado suspendida desde 1612.
Su buena obra, sin embargo, fue en gran medida deshecha por su hijo Maximiliano II Emanuel (1679-1726), cuya ilimitada ambición lo puso en guerra contra el Imperio otomano y, al lado de Francia, en la gran lucha por la Sucesión de España. Compartió la derrota en la batalla de Blenheim, cerca de Höchstädt, el 13 de agosto de 1704; sus dominios fueron temporalmente divididos entre Austria y el Elector palatino por el Tratado de Ilbesheim, y solo le fueron devueltos, asolados y exhaustos, en el Tratado de Baden en 1714; la primera insurrección campesina bávara, conocida como la Masacre del día de Navidad de Senling, había sido aplastada por los ocupantes austríacos en 1706.
Ignorando la experiencia de Maximiliano II Emmanuel, su hijo Carlos Alberto (1726-1745), dedicó todas sus energías a aumentar el prestigio europeo y poder de su casa. La muerte del emperador Carlos VI demostró ser su oportunidad: discutió la validez de la Pragmática Sanción que aseguraba la sucesión de los Habsuburgo a María Teresa, aliándose con Francia, conquistó la Alta Austria, fue coronado rey de Bohemia en Praga y, en 1742, emperador en Fráncfort. El precio que tuvo que pagar, sin embargo, fue la ocupación de la propia Baviera por tropas austríacas; y, a pesar de que la invasión de Bohemia en 1744 por Federico II de Prusia le permitió volver a Múnich, a su muerte el 20 de enero de 1745 fue dejado a su sucesor hacer cuanto pudiera para la recuperación de sus dominios.
Maximiliano III José (1745-1777), por la paz de Füssen firmada el 22 de abril de 1745, obtuvo la restitución de sus dominios a cambio de un reconocimiento formal de la Pragmática Sanción. Era un hombre de la Ilustración, impulsó en gran medida la agricultura, la industria y la explotación de la riqueza mineral del país, y fundó la Academia de Ciencias en Múnich, y abolió la censura de prensa que llevaban los jesuitas. A su muerte, sin descendencia, el 30 de diciembre de 1777, la línea bávara de los Wittelsbach quedó extinta, y la sucesión pasó a Carlos Teodoro, el elector palatino. Después de una separación de cuatro siglos y medio, el Electorado del Palatinado, al que se habían añadido los ducados de Jülich y Berg, fue reunificado con Baviera.

### Palatinado-Baviera

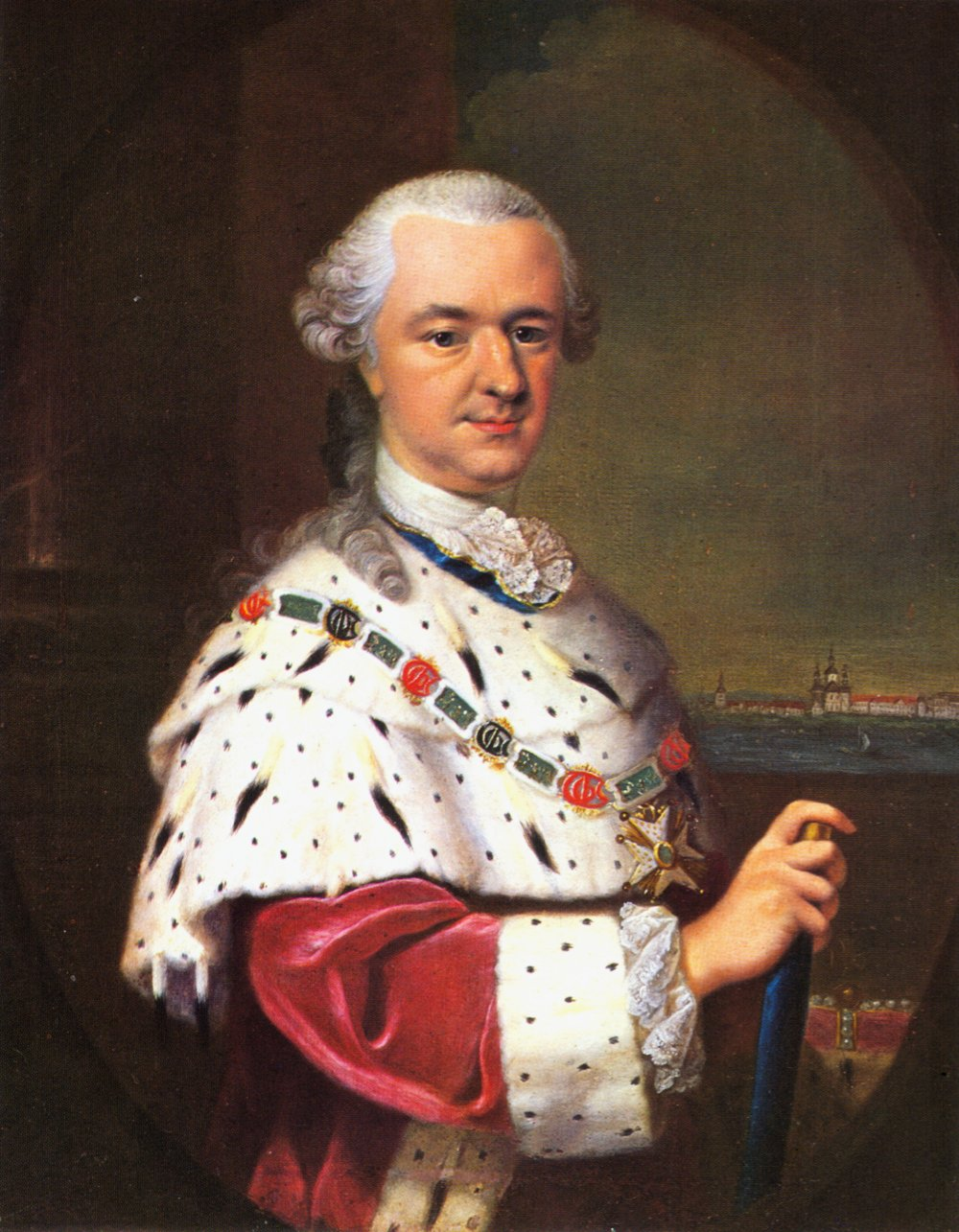
Carlos Teodoro.

Una afirmación de fuerza tan grande de un estado vecino, cuya ambición había tenido motivos para temer tan solo recientemente, demostró ser intolerable para Austria, quien llevó a la reclamación de un número de señoríos —formando un tercio de toda la herencia bávara— como feudos caídos de las coronas de Bohemia, Austria, e imperial. Estos fueron finalmente ocupados de una vez por tropas austriacas, con el secreto consentimiento del mismo Carlos Teodoro, quien no tenía herederos legítimos, y deseaba obtener del emperador la elevación de sus hijos naturales al estatus de príncipes del Imperio. Las protestas del siguiente heredero, Carlos II, Duque de Zweibrücken (Deux-Ponts), apoyado por el rey de Prusia, llevaron a la guerra de sucesión bávara. Por la paz de Teschen (13 de mayo de 1779) el Innviertel fue cedido a Austria, y la sucesión fue asegurada a Carlos Teodoro.
Para la propia Baviera Carlos Teodoro hizo poco menos que nada. Se vio a sí mismo como extranjero entre extranjeros, y su proyecto favorito, sujeto de interminables intrigas con el gabinete austriaco y causa inmediata de la Liga de Príncipes (Fürstenbund) de 1785 de Federico II, era el intercambio de Baviera por los Países Bajos Austriacos y el título de rey de Borgoña. La política interna ilustrada de su predecesor fue abandonada. Los fondos de la suprimida orden jesuita, que Maximiliano José había destinado para reformar el sistema educativo del país, fueron utilizados para dotar una provincia de los caballeros de San Juan de Jerusalén, con el propósito de combatir a los enemigos de la fe. El gobierno estuvo inspirado por el más estrecho clericalismo, que culminó en intentó de retirar los obispos de Baviera de la jurisdicción de los grandes metropolitanos alemanes y ponerlos bajo las jurisdicción directa del papa. En vísperas de la Revolución, la condición intelectual y social de Baviera permanecía en la propia de la Edad Media.

### Periodos Revolucionario y Napoleónico

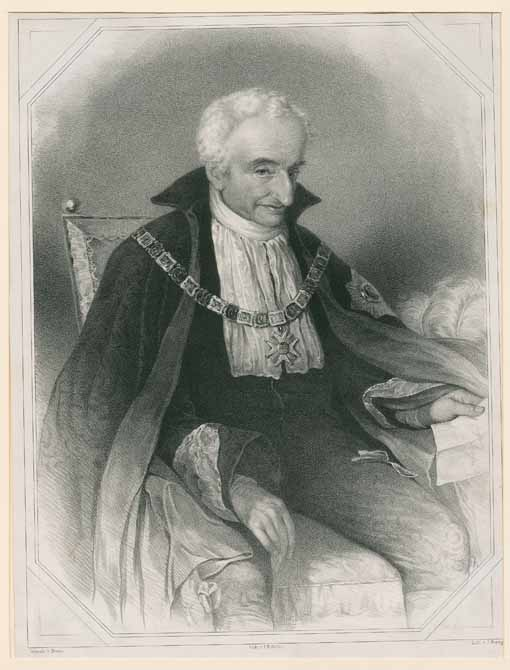
Conde Montgelas.

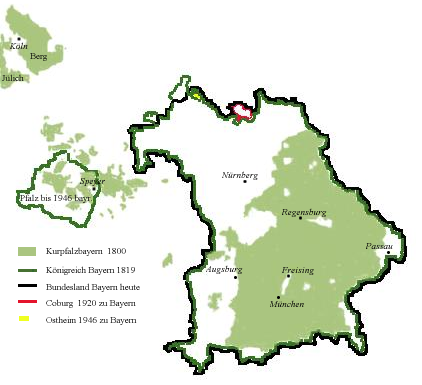
El Electorado (1778) y el Reino de Baviera (1816).

Escudo de Maximiliano de Baviera como Elector de Baviera, 16 de febrero de 1799 - 6 de agosto de 1806.

En 1792 los ejércitos de la Francia revolucionaria invadieron el Palatinado; en 1795 los franceses, a las órdenes de Moreau, invadieron la misma Baviera, avanzaron hasta Múnich —donde fueron recibidos con júbilo por los liberales largamente oprimidos— y pusieron sitio a Ingolstadt. Carlos Teodoro, quien no había hecho nada para prevenir la guerra o resistir la invasión, huyó a Sajonia, dejando una regencia, cuyos miembros firmaron una convención con Moreau, por la cual este garantizaba un armisticio a cambio de fuertes contribuciones (7 de septiembre de 1796).
Entre los franceses y los austríacos, Baviera estaba ahora en mala situación. Antes de la muerte de Carlos Teodoro (16 de febrero de 1799) los austriacos ocuparon de nuevo el país, en preparación de reanudar la guerra contra Francia. Maximiliano IV José (de Zweibrücken), el nuevo elector, sucedió en una herencia difícil. A pesar de sus propias simpatías, y las de su todopoderoso ministro Maximilian von Montgelas, eran ante todo francesas antes que austriacas, las finanzas del estado bávaro, y el hecho que las tropas bávaras estaban dispersas y desorganizadas, lo puso indefenso en manos de Austria; el 2 de diciembre de 1800 el ejército bávaro estuvo involucrado en la derrota austriaca de Hohenlinden, y Moreau una vez más ocupó Múnich. Por el Tratado de Lunéville (9 de febrero de 1801) Baviera perdió el Palatinado y los ducados de Zweibrücken y Jülich.
En vista de las ambiciones e intrigas apenas disfrazadas en la corte austriaca, Montgelas creyó ahora que los intereses de Baviera permanecían en una franca alianza con la República Francesa; tuvo éxito en superar las reservas de Maximiliano José; y el 24 de agosto fue firmado separadamente un tratado de paz y una alianza con Francia en París. Por el tercer artículo del mismo el primer cónsul se comprometió a que la compensación prometida bajo el artículo 7.º del tratado de Lunéville por el territorio cedido en la margen izquierda del Rin, debería llevarse a término a expensas del Imperio de la manera más amistosa para Baviera.
En 1803, como consecuencia de los reordenamientos territoriales consiguientes a la supresión de Napoleón de los estados eclesiásticos, y muchas de las ciudades libres del Imperio, Baviera recibió los obispados de Wurzburgo, Bamberg, Augsburgo y Freisingen, parte de Passau, los territorios de doce abadías, y diecisiete ciudades y villas, formando el todo un territorio compacto que más que compensaba la pérdida de las provincias periféricas del Rin. Montgelas ahora aspiraba a elevar a Baviera al rango de una primera potencia, y lo perseguía durante la época napoleónica con habilidades consumadas, permitiendo la completa preponderancia de Francia —mientras duró— pero nunca permitiendo que Baviera se hundiera, como muchos otros Estados de la Confederación del Rin, en una mera dependencia francesa. 
En la guerra de 1805, de acuerdo con el tratado de alianza firmado en Wurzburgo el 23 de septiembre, tropas bávaras, por primera vez desde los días de Carlos VII, combatían al lado de Francia, y por el Tratado de Presburgo, firmado el 26 de diciembre, el Principado de Eichstädt, el Margraviato de Burgau, el Señorío de Vorarlberg, los condados de Hohenems y Königsegg-Rothenfels, los señoríos de Argen y Tettnang, y la ciudad de Lindau con sus territorios fueron añadidos a Baviera. Por otro lado, Wurzburgo, obtenido en 1803, tuvo que se cedido por Baviera al Elector de Salzburgo a cambio del Tirol. Por el primer artículo del tratado el emperador reconocía la asunción por el elector del título de rey, como Maximiliano I. El pago que Maximiliano tenía que pagar (a regañadientes) por este ascenso de dignidad fue el matrimonio de su hija Augusta con Eugenio de Beauharnais.

### Fin del Electorado de Baviera
El Elector se declaró a sí mismo rey el 1 de enero de 1806, oficialmente cambiando el Electorado de Baviera para ser el Reino de Baviera. El 16 de marzo de 1806 cedió el Ducado de Berg a Napoleón. Poco después, fue formada la Confederación del Rin y Maximiliano, con los otros príncipes que se habían unido a este cuerpo, anunciaron su secesión del Sacro Imperio Romano Germánico. El rey todavía sirvió como Elector hasta que Baviera abandonó el Sacro Imperio Romano (1 de agosto de 1806).